# Георгіївський Хрест (Російська Федерація)
Це стаття про державну нагороду Російської Федерації. Про нагороду Російської імперії див.: Георгіївський хрест.
Відзнака — Георгіївський Хрест (рос. знак отличия — Георгиевский Крест) — державна нагорода Російської Федерації.

## Історія нагороди
- Указом Президії Верховної Ради Російської Федерації № 2424-I від 2 березня 1992 року «Про державні нагороди Російської Федерації»[1] було постановлено відновити російський військовий орден Святого Георгія та відзнаку «Георгіївський Хрест»; доручено Комісії з державних нагород при Президентові Російської Федерації розробити статути нагород. Указ був затверджений 20 березня 1992 року Постановою Верховної Ради Російської Федерації № 2557-I.[2]
- 8 серпня 2000 року указом Президента Російської Федерації В. В. Путіна «Про затвердження Статуту ордена Святого Георгія, Положення про відзнаку — Георгієвський Хрест та їх описів» були затверджені відповідні положення.[3]
- Указом Президента Російської Федерації від 7 вересня 2010 року № 1099 «Про заходи щодо вдосконалення державної нагородної системи Російської Федерації»[4] затверджені нині діючі положення та опис відзнаки — Георгіївського Хреста.

## Положення про відзнаку
1. Відзнакою — Георгіївським Хрестом нагороджуються військовослужбовці з числа солдатів, матросів, сержантів і старшин, прапорщиків і мічманів за подвиги і відмінності в боях з захисту Вітчизни, а також за подвиги і відмінності в бойових діях на території інших держав при підтримці або відновленні міжнародного миру і безпеки, що служать зразками хоробрості, самовідданості і військової майстерності.
2. Відзнака — Георгіївський Хрест має чотири ступені:
- відзнака — Георгіївський Хрест I ступеня;
- відзнака — Георгіївський Хрест II ступеня;
- відзнака — Георгіївський Хрест III ступеня;
- відзнака — Георгіївський Хрест IV ступеня.

Вищим ступенем відзнаки — Георгіївського Хреста є I ступінь.
3. Нагородження відзнакою — Георгієвським Хрестом проводиться тільки послідовно, від нижчого ступеня до вищого.

### Порядок носіння
- Відзнака — Георгіївський Хрест носиться на лівій стороні грудей і розташовується після орденів, перед медалями.
- Нагороджені кількома знаками відмінності — Георгіївськими Хрестами носять їх, розташовуючи послідовно, в порядку зниження ступеня.
- При носінні мініатюрної копії відзнаки — Георгіївського Хреста вона розташовується після орденів Російської Федерації та орденів СРСР.
- При наявності у нагородженого декількох ступенів відзнаки — Георгіївського Хреста носяться всі мініатюрні копії відзнаки з послідовним розташуванням, в порядку зниження ступеня.
- При носінні на форменому одязі стрічок відзнаки — Георгіївського Хреста на планках вони розташовуються після орденських стрічок в порядку зниження ступеня.

## Відзнаки
| I ступеня | II ступеня | III ступеня | IV ступеня |
| --------- | ---------- | ----------- | ---------- |
|           |            |             |            |
|           |            |             |            |